# Калінчев Павло Павлович
Павло Павлович Калінчев (нар. 6 червня 1981, Миколаїв) — колишній український яхтсмен, який спеціалізувався на класі багатокорпусних яхт («Торнадо»). Разом зі своїм партнером Андрієм Шафранюком він був визнаний одним із найкращих яхтсменів країни на змішаному багатокорпусному катамарані на літніх Олімпійських іграх 2008 року, фінішувавши на тринадцятій позиції. Упродовж усієї своєї змагальної спортивної кар'єри Калінчев тренувався у складі вітрильної команди Україна Миколаїв.
Калінчев змагався за український вітрильний склад, як шкіпер у класі Торнадо, на літніх Олімпійських іграх 2008 року в Пекіні. Підготувавшись до їхніх перших Ігор, він та член екіпажу Шафранюк офіційно взяли участь замість позбавленої Нової Зеландії як наступний найвищий рейтинг екіпажу, який змагався за кваліфікацію, за результатами світового Гран-Прі Торнадо за п'ять місяців до цього в Окленді. Український дует чудово розпочав серію з кількох шести позначок у гонках 1 та 3, перш ніж неухильно згасати до корми 15-човнового заїзду на останньому відрізку, і ніколи не озирався назад, причаливши Калінчев та Шафранюк на далекій тринадцятій позиції загалом із 99 чистими балами.
Тренувався у свого батька, заслуженого тренера України Павла Кузьмича Калінчева. Його сестра Ангеліна Калінчева теж яхтсменка — майстер спорту України міжнародного класу.